# Ordnungspolizei (Hessen)

Abzeichen der Ordnungspolizei Eppstein (2006)

Abzeichen der Ordnungspolizei Langenselbold (2006)

Ordnungspolizei (in Städten auch Stadtpolizei, in Gemeinden auch Kommunalpolizei) wird in hessischen Gemeinden der kommunale Vollzugsdienst genannt. Das Hessische Sicherheits- und Ordnungsgesetz (HSOG) kennt den Begriff allerdings bis heute nicht. Die rechtliche Grundlage für die Aufstellung einer kommunalen Ordnungspolizei sind zumeist Organisationsanordnungen der jeweiligen Gemeinde, die auch deren Stellung innerhalb der Binnenorganisation der Kommunalverwaltung regeln.

## Rechtlicher Status
Der rechtliche Status der Ordnungspolizei ist gesetzlich nicht geregelt. Im Behördenaufbau des hessischen Polizeiorganisationsrechts ist sie nicht vorgesehen. Denn Gefahrenabwehrbehörden sind nur
- die (staatlichen) Polizeibehörden wie Innenministerium als Landespolizeipräsidium, Landeskriminalamt, Polizeipräsidien einschließlich aller dortigen Polizeireviere und Polizeistationen (§§ 91 ff. HSOG),
- die allgemeinen Ordnungsbehörden, mithin die Ministerien als Landesordnungsbehörden, die Regierungspräsidien als Bezirksordnungsbehörden, die Landräte und Oberbürgermeister als Kreisordnungsbehörden und die Bürgermeister/Oberbürgermeister als örtliche Ordnungsbehörden (§§ 85 ff. HSOG) und
- die Behörden der allgemeinen Verwaltung, von denen nur die Ebene der Gemeinden und Landkreise ausdrücklich im Gesetz angesprochen werden (§§ 82 ff. HSOG); für die Gemeinden handelt hier der Gemeindevorstand (in Städten: Magistrat genannt, § 9 Abs. 2 Satz 2 HGO), in den Landkreisen der Kreisausschuss – sie vertreten die Körperschaft nach außen (§ 66 Abs. 1 HGO, § 41 Satz 1 Hessische Landkreisordnung [HKO]).

Eine Ordnungspolizei/Stadtpolizei als selbstständige organisatorische Einheit sieht das HSOG nicht vor. Handeln die Bediensteten der gleichwohl so genannten Ordnungspolizei/Stadtpolizei, werden sie rechtlich entweder als allgemeine Verwaltungsbehörde (§§ 82 bis 84 HSOG, § 2 Satz 2 HSOG) oder für den Bürgermeister oder Oberbürgermeister in seiner Funktion als allgemeiner Ordnungsbehörde (§ 85 Abs. 1 Nr. 3 und 4 HSOG, § 2 Satz 1 HSOG) tätig. Wann was gilt, ist einzelfallabhängig. Im Unterschied zu anderen Bundesländern hält Hessen an der Dreigliedrigkeit seiner Gefahrenabwehrbehörden (Polizei, Ordnungsbehörden und Verwaltungsbehörden) fest, was dazu führt, dass im kommunalen Bereich einheitliche Lebenssachverhalte organisatorisch aufgespalten werden, von den Bediensteten aber gleichwohl häufig in Personalunion wahrgenommen werden: Derselbe Sachbearbeiter im Einwohnermeldeamt führt für den Gemeindevorstand/Magistrat das Melderegister, ändert aber für den Bürgermeister/Oberbürgermeister als Ordnungsbehörde die neue Adresse im Personalausweis. Im Bereich der Ordnungspolizei/Stadtpolizei setzt sich diese Gemengelage fort: Der kommunale Vollzugsdienst in Gestalt der Ordnungspolizei/Stadtpolizei wird zum einen als oder für den Gemeindevorstand/Magistrat, zum anderen als oder für den (Ober-)Bürgermeister tätig; seine Handlungen sind ausschließlich dem Tätigkeitskreis und Verantwortungsbereich dieser beiden Behörden zuzuordnen. Vom Bürger wird er hingegen als selbstständige „Behörde“, auch als „Polizeibehörde“ wahrgenommen, die es rechtlich aber nicht gibt.

## Entpolizeilichung im kommunalen Bereich
Der Begriff Polizei für eine kommunale Einrichtung ist dem heutigen HSOG systemfremd. Bis Ende 1973 gab es in den fünf kreisfreien Städten Darmstadt, Frankfurt am Main, Kassel, Offenbach am Main und Wiesbaden noch eine kommunale Vollzugspolizei, die zum 1. Januar 1974 in die staatliche Vollzugspolizei übergeleitet wurde. Mit dem am 1. Januar 1991 in Kraft getretenen HSOG gilt als Polizei zudem nur noch die staatliche Landespolizei (§§ 91 ff. HSOG). Bezeichnungen wie Allgemeine Polizeibehörde oder Sonderpolizeibehörde für andere Träger der Gefahrenabwehr wurden in Allgemeine Ordnungsbehörde (§§ 85 ff. HSOG) oder in Sonderordnungsbehörde (§ 90 HSOG) umgewandelt. Gesetzgeberisches Ziel war es damals, den Namen Polizei aus allen Bereichen, die nicht institutioneller Teil der staatlichen Landespolizei sind, zu verdrängen. Allein der Begriff Hilfspolizeibeamter – nicht für eine bestimmte Organisationseinheit, sondern zur Bezeichnung von Inhabern vollzugspolizeilicher Befugnisse – blieb.
Das Recht, Hilfspolizeibeamte zu bestellen, haben alle hessischen Gefahrenabwehrbehörden, auch die Landespolizei (§ 99 Abs. 3 Satz 1 Nr. 2 HSOG). Das zeigt, dass es keine Hilfspolizei als Institution gibt. Der Hilfspolizeibeamte ist ein Bediensteter einer Landes- oder Kommunaleinrichtung, dessen Bezeichnung zum Ausdruck bringt, dass er zusätzlich über vollzugspolizeiliche Befugnisse verfügt (§ 99 Abs. 2 HSOG). Hilfspolizeibeamte gibt es in Hessen außer bei den Kreisen und Gemeinden in der Forst- und Fischereiverwaltung (§ 11 HSOG-DVO), in der Gewerbe-, Preis- oder Lebensmittelüberwachung und der Gesundheits- und Veterinäraufsicht (§ 12 HSOG-DVO), im Justizvollzug (§ 12 a HSOG-DVO) und bei der Wachpolizei (§ 13 HSOG-DVO).
Der bisherige klassische Hilfspolizeibeamte einer Gemeinde arbeitete in keinem Polizeirevier, sondern hatte in der Regel ein Büro im Rathaus. Einen gesetzlichen Uniformzwang gab und gibt es bis heute nicht; gleichwohl ist das Tragen von Uniform im Außendienst nicht unüblich. Oft stand dem Hilfspolizeibeamten ein Dienstfahrzeug zur Verfügung, das mit dem Namen der Gemeinde beschriftet war, sich aber sonst von zivilen Fahrzeugen nicht unterschied. War bei Vollzugshandlungen mit Widerstand zu rechnen, blieb ihm oft nichts anderes übrig, als die staatliche Polizei um Vollzugshilfe (§ 44 Abs. 1 und 2 HSOG) zu bitten.

## Rückkehr der Polizei in die Kommunen
Mit dem Achten Änderungsgesetz zum HSOG vom 15. Dezember 2004 entschied der Gesetzgeber, Hilfspolizeibeamte könnten in den Landkreisen und Gemeinden künftig auch die Bezeichnung Ordnungspolizeibeamte führen. Zur Begründung wurde knapp angegeben, mit der Änderung werde einem Wunsch der Kommunen Rechnung getragen. Möglicherweise spielte hierbei eine Rolle, dass die Bezeichnung Hilfspolizeibeamter in der Außendarstellung nicht genügend Autorität verschaffte.

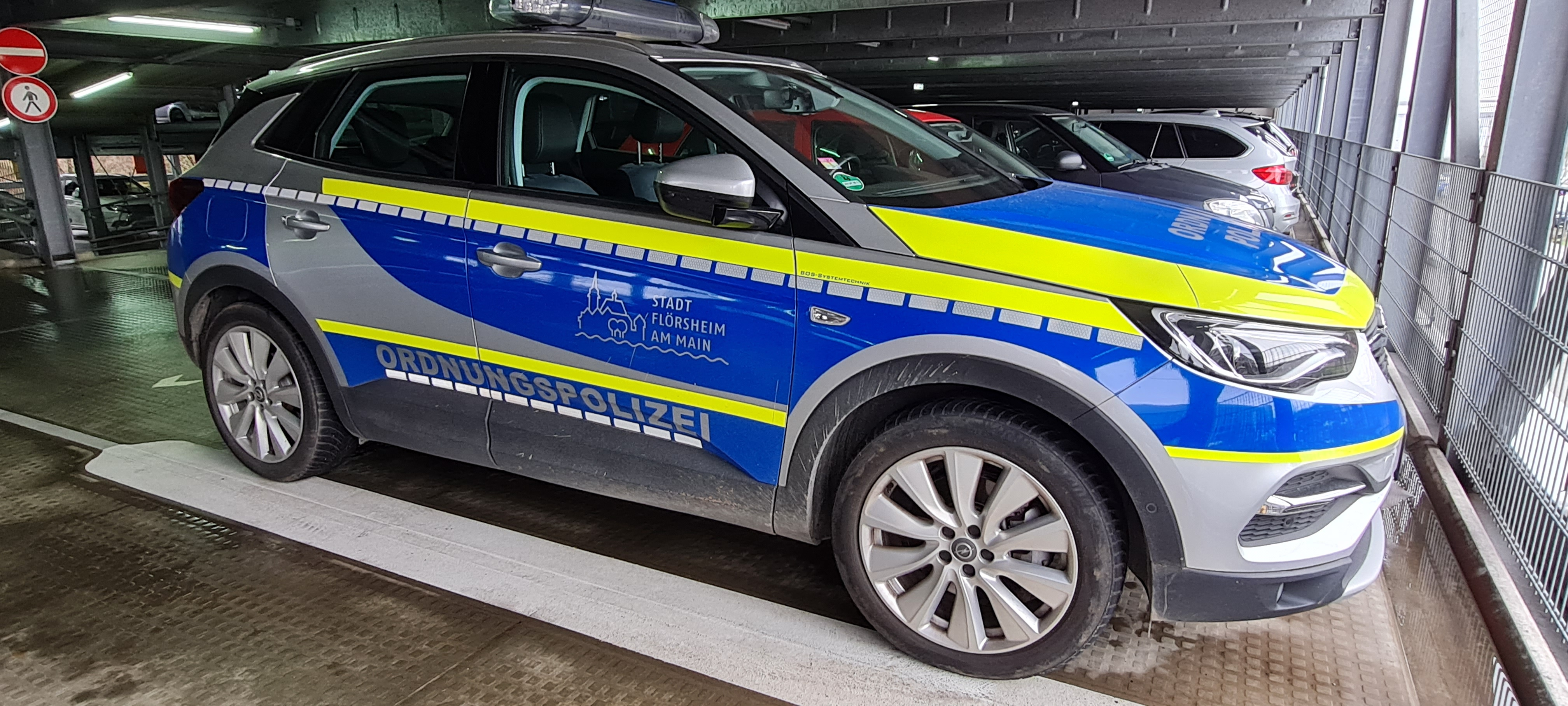
Dienstfahrzeug der Ordnungspolizei Flörsheim am Main

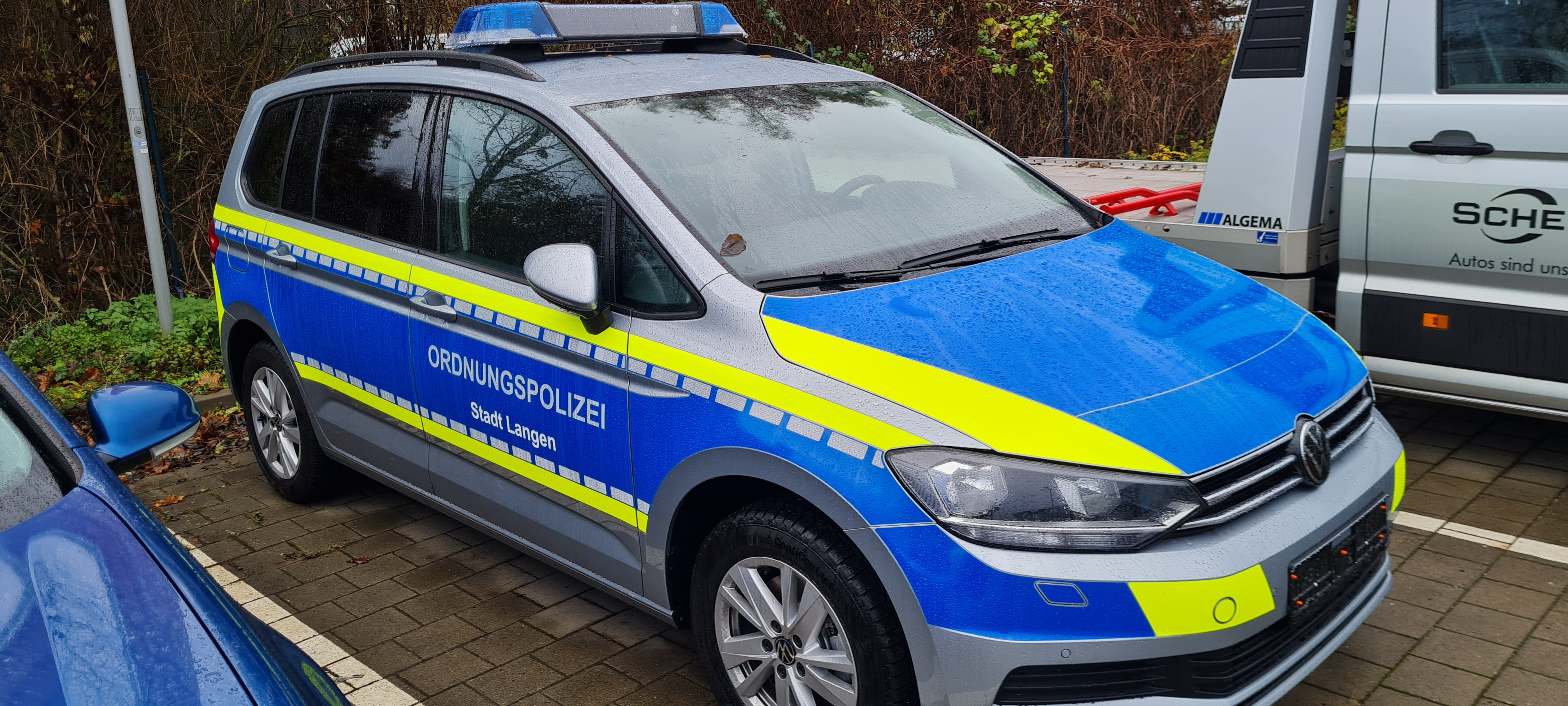
Dienstfahrzeug der Ordnungspolizei Langen (Hessen)

Mit dieser Gesetzesänderung setzte in ganz Hessen eine Entwicklung mit großer Eigendynamik ein. Mit der Einführung der Dienstbezeichnung Ordnungspolizeibeamter war der Weg frei, dem Außendienst der Kommune insgesamt einen würdigen Namen zu geben und ihn als eigene Organisationseinheit aufzubauen, was mit Hilfspolizei kaum möglich gewesen wäre. Die Dienstbezeichnung Ordnungspolizeibeamter wurde namensstiftend für eine ganze Organisationseinheit. Selbst größere Verwaltungseinheiten wie Frankfurt am Main hatten für ihren Außendienst bis dahin keine besondere Bezeichnung; die von ihnen verwendeten Dienstfahrzeuge trugen die Aufschrift Der Oberbürgermeister – Magistrat – Ordnungsamt, und die Bediensteten waren Bedienstete des Ordnungsamtes. Nun wurde in Anlehnung an § 99 HSOG vor allem Ordnungspolizei in der Außendarstellung gewählt, anfangs auch in Frankfurt am Main. Heute ist das noch so in Büdingen, Ebsdorfergrund, Erzhausen, Flörsheim am Main, Gießen, Hattersheim am Main, Heuchelheim an der Lahn, Homberg (Ohm), Hünfelden, Kronberg im Taunus, Langen (Hessen) und Mühlheim am Main. In manchen Kommunen wurde Kommunalpolizei verwendet (z. B. in Stockstadt am Rhein, anfangs auch in Darmstadt), seltener Ortspolizei (z. B. in Willingen [Upland]) oder auch nur Ordnungsamt (z. B. in Schauenburg). In den Städten, darunter allen fünf kreisfreien Städten, hat sich die Bezeichnung Stadtpolizei inzwischen durchgesetzt (z. B. in Bad Homburg, Darmstadt, Eschborn, Hofheim am Taunus, Frankfurt am Main, Kassel, Michelstadt, Neu-Anspach, Oberursel (Taunus), Offenbach am Main, Ortenberg und Wiesbaden).
Grund für diese Entwicklung war nicht nur, dass sich die Landespolizei aus der gemeindlichen Gefahrenabwehr immer mehr zurückzog und klassische polizeiliche Aufgaben den Hilfspolizeibeamten der Städte und Gemeinden überließ, sondern auch das praktische Bedürfnis der Städte und Gemeinden, über einen Außendienst zu verfügen, der gegenüber dem Bürger mit polizeilicher Autorität und professioneller Uniformierung seiner Bediensteten, durch eine angemessene Ausrüstung und durch Einsatzfahrzeuge, die den Landespolizeifahrzeugen in Farbgebung und Aufmachung (Blaulicht!) inzwischen zum Verwechseln ähnlich sehen, auftritt.
Eine gesetzliche Grundlage hierfür besteht jedoch weiterhin nicht. Die Bezeichnung Polizei auf der kommunalen Ebene wird vom Land als Organisationsbezeichnung toleriert, ist gesetzlich aber weiterhin nicht vorgesehen.

## Umstrittenheit der Bezeichnung
Der 2004 ermöglichte Begriff Ordnungspolizei ist historisch belastet. Die Bezeichnung Ordnungspolizei fand in der NS-Zeit Verwendung. Nach entsprechenden Beschwerden wurden am 2. November 2005 in einigen Städten und Gemeinden (insbesondere in Frankfurt am Main und Darmstadt) die Aufschriften von den bereits mit Ordnungspolizei beschrifteten Fahrzeugen wieder entfernt. Andere Gemeinden wollten eine gesetzliche Änderung abwarten.
SPD und Grüne brachten am 11. November 2005 einen Antrag zur Änderung des Hessischen Gesetzes über die öffentliche Sicherheit und Ordnung ein. Einziger Punkt war die Abschaffung des Begriffs Ordnungspolizeibeamter, der zugleich für die Organisationseinheit, der der Beamte angehört, namensgebend ist. In einer zwischenzeitlich erfolgten Umfrage bei den Städten und Gemeinden in Hessen schienen sich als aussichtsreichste Alternativkandidaten die Namensvorschläge Stadtpolizei oder Kommunalpolizei herauszukristallisieren.
Im Rahmen der parlamentarischen Auseinandersetzung wurde eingewandt, dass der Begriff Ordnungspolizei keine Wortschöpfung der nationalsozialistischen Machthaber gewesen sei. Vielmehr existiere das Begriffspaar Polizei und Ordnung, seitdem im deutschsprachigen Raum überhaupt von Polizei gesprochen werden könne. Als Bezeichnung spezieller Polizeieinheiten tauche der Begriff nachweislich ab 1919 auf. Insoweit stehe der Begriff in einer Reihe mit Begriffen wie Kriminalpolizei oder Hilfspolizei, die ebenfalls im Dritten Reich gebräuchlich gewesen seien. In der Sachverständigenanhörung sei vielfach geäußert worden, im Polizeibereich gäbe es eigentlich kein unbelastetes Wort aus der Zeit zwischen 1933 und 1945. Denn das Hitler-Regime, die NS-Diktatur, habe die Polizei als eine ihrer Säulen des totalitären, faschistischen Staates genutzt. Auch das gängige Wort Vollzugspolizei sei im Dritten Reich genutzt und missbraucht worden. Keiner der Anzuhörenden habe einen ernsthaften Vorschlag unterbreitet, wie man für das Wort Ordnungspolizei einen anderen Begriff einbringen könne.
Der Entwurf wurde schließlich am 14. September 2006 mit den Stimmen von CDU und FDP abgelehnt.

## Name und organisatorische Eingliederung
In Frankfurt am Main, Kassel und Offenbach am Main ist die Stadtpolizei Teil des Ordnungsamtes. In Darmstadt ist sie Teil des Bürger- und Ordnungsamtes und in Wiesbaden ist die Stadtpolizei dem Amt für Straßenverkehr und Stadtpolizei zugeordnet. In Wiesbaden wurde die Stadtpolizei in zwei voneinander unabhängigen Zweigen geführt, der Stadtpolizei-Gefahrenabwehr und der Stadtpolizei-Verkehr. Letztere Dienstfahrzeuge trugen die Beschriftung Verkehrspolizei. Diese Unterscheidung wurde Anfang 2024 aufgegeben.
In den sieben Sonderstatusstädten über 50.000 Einwohnern heißt die Ordnungspolizei, von Gießen abgesehen (dort weiterhin Ordnungspolizei), durchweg Stadtpolizei und ist überwiegend Teil des Ordnungsamtes (Bad Homburg v. d. H., Gießen, Hanau, Marburg und Wetzlar). In Fulda ist die Stadtpolizei Teil des Amtes für Straßenverkehr und Parken, in Rüsselsheim am Main Teil des Fachbereichs Sicherheit und Ordnung.
In den sonstigen Kreisstädten besteht nur selten eine Stadtpolizei (Dietzenbach, Erbach im Odenwald, Limburg), manchmal eine Ordnungspolizei (Bad Hersfeld, Eschwege), oder es gibt wenigstens Ortspolizeibeamte (Hofheim am Taunus, Homberg [Efze], Korbach). Die Handhabung in den Kreisstädten Bad Schwalbach, Friedberg, Gelnhausen, Groß-Gerau, Heppenheim (Bergstraße), Lauterbach (Hessen) ist unklar.

## Aufgaben der Ordnungspolizei/Stadtpolizei
Über die Aufgaben der Ordnungspolizei/Stadtpolizei finden sich im Internetauftritt der Städte nur wenige Ausführungen. Am Ausführlichsten ist der Aufgabenzuschnitt in den fünf kreisfreien Städten dargestellt.

### Darmstadt

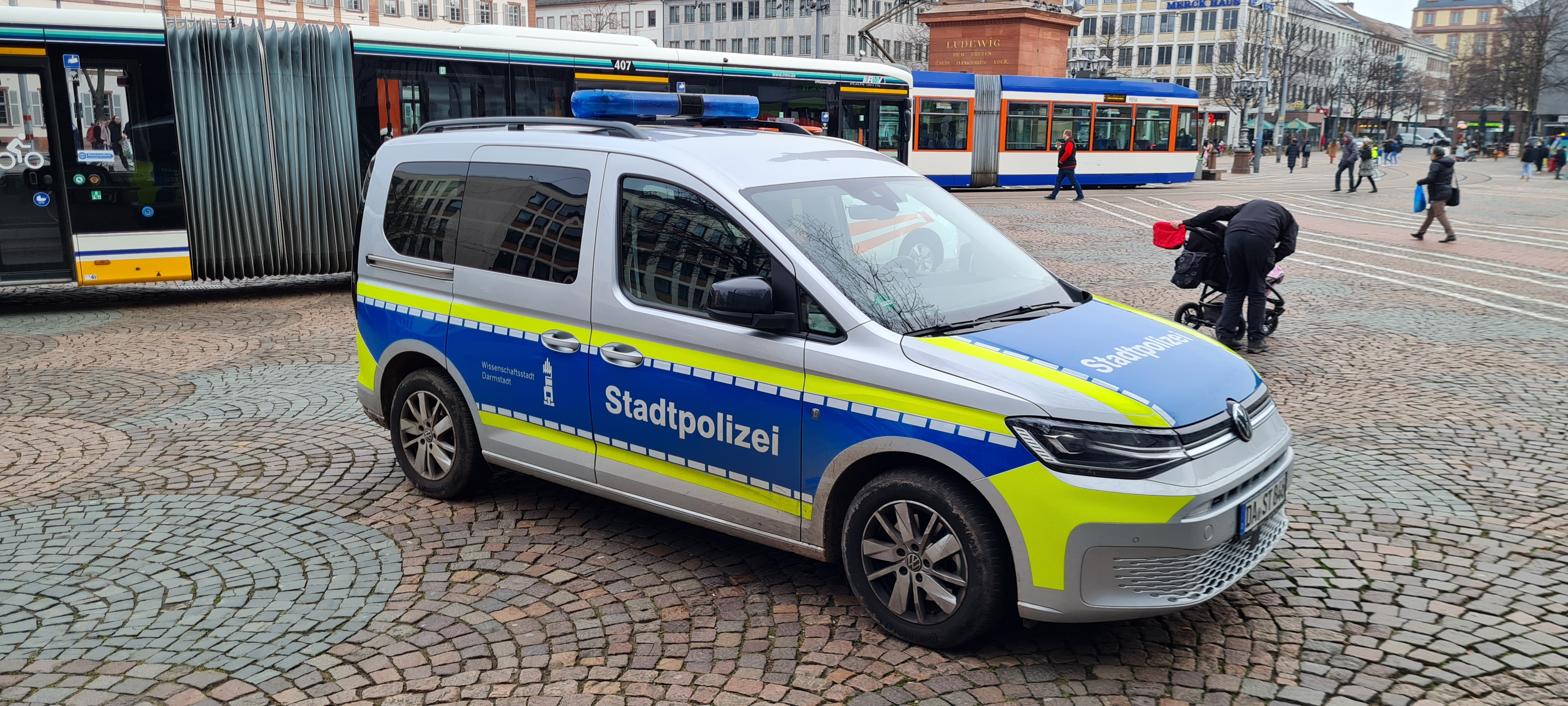
Dienstfahrzeug der Stadtpolizei Darmstadt

In Darmstadt wird als Aufgabe der Stadtpolizei der Komplex Ordnung und Sicherheit und hier die Überwachung städtischer Satzungen und anderer Rechtsvorschriften, Präventivstreifen, das Bearbeiten von Hinweisen und Beschwerden, das Durchsetzen behördlicher Einzelanordnungen, die Erteilung von Platzverweisen, die Begleitung von Versammlungen und Ermittlungstätigkeiten angegeben. Zum Themenbereich Überwachung ruhender Verkehr gehören unter anderem verkehrsregelnde Maßnahmen, Durchführung von Abschleppmaßnahmen und die Überwachung der Parkraumbewirtschaftung und des Bewohnerparkens. In den Komplex Schrottfahrzeuge fallen die Erfassung von nicht zugelassenen Fahrzeugen im öffentlichen Verkehrsraum, die Ermittlung der Eigentümer, die Einleitung von Bußgeldverfahren und das Einleiten von Verwaltungsverfahren zum Verschrotten der Fahrzeuge. Zur Überwachung fließender Verkehr gehören die Betreuung der Überwachungssäulen zur Rotlicht- und Geschwindigkeitsüberwachung, der Betrieb von zwei mobilen Messfahrzeugen zur Geschwindigkeitsüberwachung und das Auslesen und Bearbeitung der gewonnenen Daten.

### Frankfurt am Main

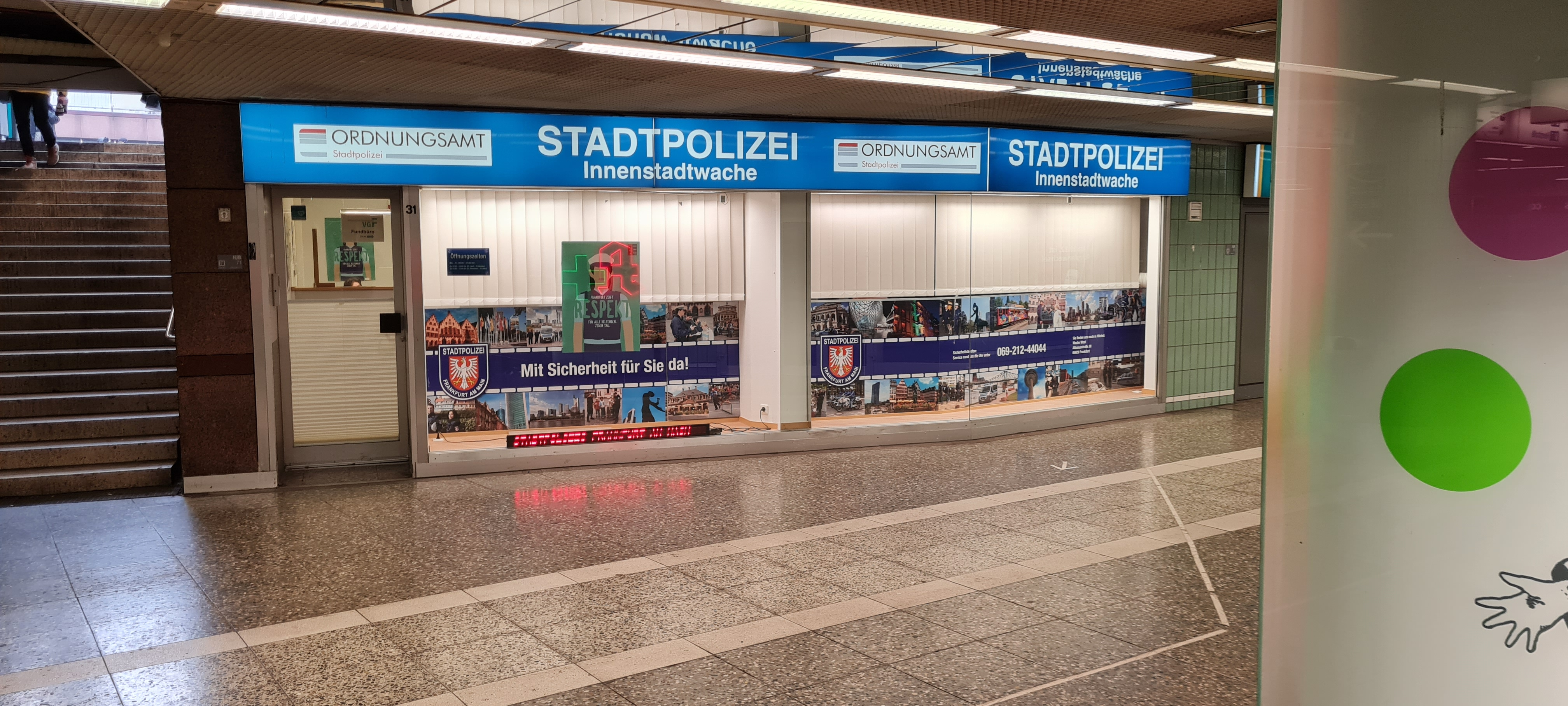
Innenstadtwache der Stadtpolizei Frankfurt am Main in der B-Ebene der U- und S-Bahn-Station Hauptwache

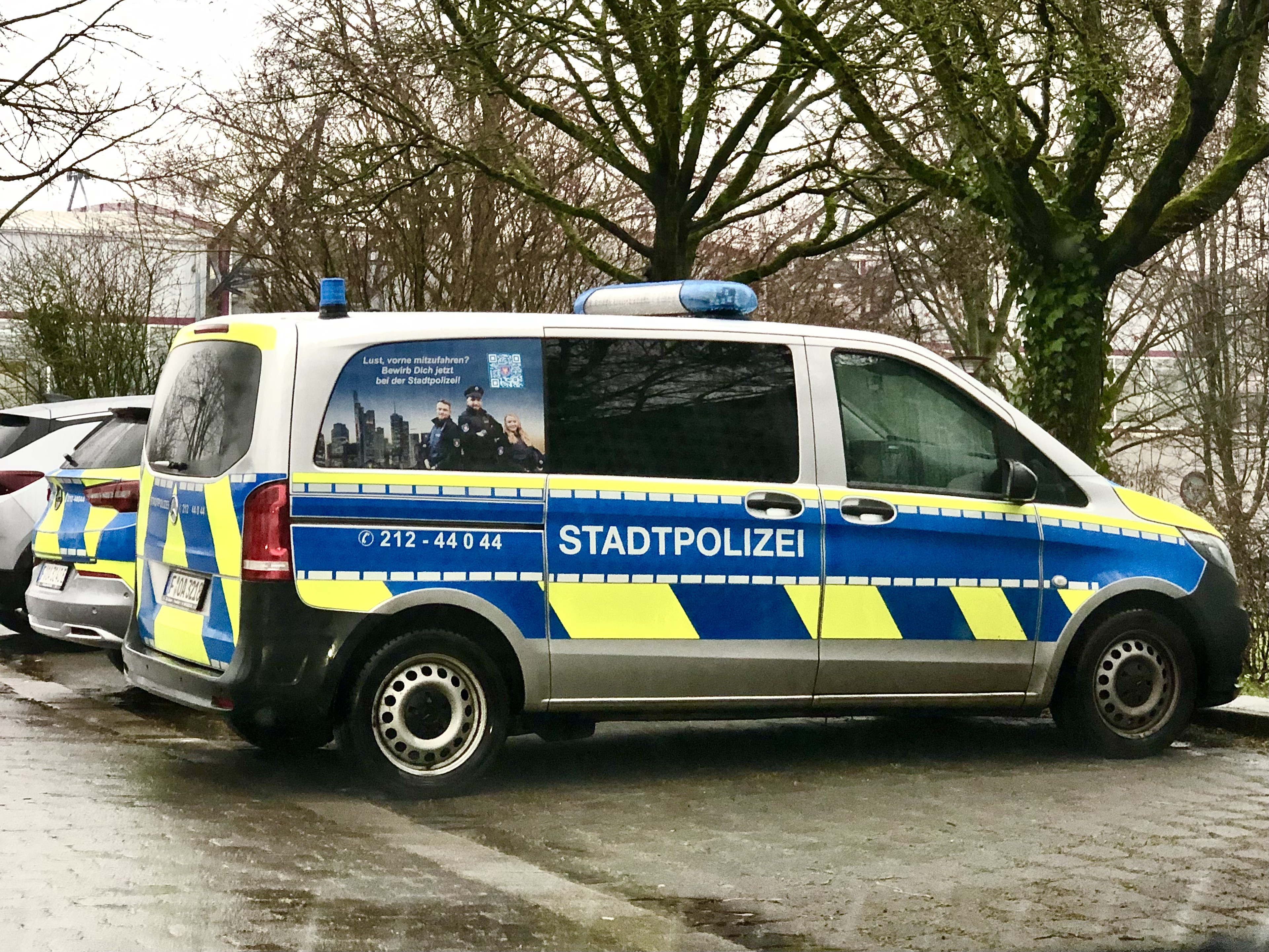
Dienstfahrzeuge der Stadtpolizei Frankfurt am Main

In Frankfurt am Main nimmt die Stadtpolizei des Ordnungsamtes (Eigenbezeichnung) die hoheitlichen Vollzugsaufgaben des Gefahrenabwehrrechts, die Überwachung der einschlägigen Polizeiverordnungen und Satzungen und die Durchführung von Präsenzstreifen im Stadtkern und den Stadtteilen wahr. Sie sieht sich als Vollzugsorgan der im Ordnungsamt angesiedelten Abteilungen, die mit gefahrenabwehrrechtlichen Aufgaben betraut sind, und somit als 'langen Arm' der Eingriffsverwaltung.
Die Aufgaben der Stadtpolizei Frankfurt am Main liegen in den Bereichen
- Abfallrecht
- Ausländerrecht
- Fischereirecht
- Gefahrenabwehrverordnung Frankfurt a. M.
- Gesundheitsaufsicht
- Gewerbe- und Gaststättenrecht
- Glücksspielrecht
- Grünanlagensatzung
- Immissionsschutzrecht
- Jugendschutzrecht
- Kampfhunde
- Ladenöffnungsrecht
- Lotterierecht
- Melderecht
- Nichtraucherschutzrecht
- Personenbeförderungsrecht
- Verbotene Prostitution
- Straßenverkehrsrecht
- Straßenverkehrszulassungsrecht für Kraftfahrzeuge
- Umwelt-/Naturschutzrecht
- Versammlungsrecht
- Waffenrecht
- Wasserrecht

In Frankfurt am Main existiert zusätzlich zur Stadtpolizei noch die Städtische Verkehrspolizei. Sie ist nicht Teil des Ordnungsamtes, sondern Teil des Straßenverkehrsamtes und mit der Überwachung des ruhenden Verkehrs, von mobilen und stationären Geschwindigkeitskontrollen, der Verkehrsregelung, der Verkehrserziehung, Gefahrgutkontrollen und Kontrollen von Baustellenabsicherungen befasst. Ihre Dienstfahrzeuge, die denen der Stadtpolizei ähneln (blau-silberne Lackierung, Blaulicht), tragen die Aufschrift Städtische Verkehrspolizei.

### Kassel
Die Stadtpolizei Kassel wird in vielen Bereichen sowohl für andere städtische Ämter als auch selbstständig tätig. Sie leistet in diesem Zusammenhang Amtshilfe bei Angelegenheiten der Sondernutzung, der Gewerbe- und Gaststättenüberwachung, dem Gesetz zur Unterbringung psychisch kranker Personen, der Vorführung von kranken bzw. krankheitsverdächtigen Personen, der Vorführung von betreuungsbedürftigen Personen, Umsetzungen von eingewiesenen obdachlosen Personen, Bestimmungen des Jugendschutzes und auch des Tierschutzes. Weiterhin umfasst der Streifendienst insbesondere Kontrollen hinsichtlich der Trinker- und Drogenszene, der Einhaltung festgelegter Alkoholverbote, illegaler Prostitution, der Hundeanleinpflicht, Gefährdung und Belästigung durch freilaufende Hunde, des ruhenden und fließenden Verkehrs (Aufnahme von Verkehrsordnungswidrigkeiten), Vandalismus, Störungen durch Lärm, aggressivem Betteln und bei Veranstaltungen (Weihnachtsmarkt, Zissel, Wehlheider Kirmes etc.).

### Offenbach am Main
Die Stadtpolizei in Offenbach unternimmt Kontrollen im Innenstadtbereich und in den Parks, geht gegen Ruhestörungen vor, unterstützt hilfebedürftige Menschen (Orientierungslose, Menschen, die bedroht oder geschlagen werden) und geht gegen streunende Hunde vor. Sie zeigt Präsenz bei Fußballspielen und Straßenfesten. Weitere Zuständigkeiten liegen im Straßenverkehr bei der Ahndung von Verkehrsordnungswidrigkeiten.

### Wiesbaden

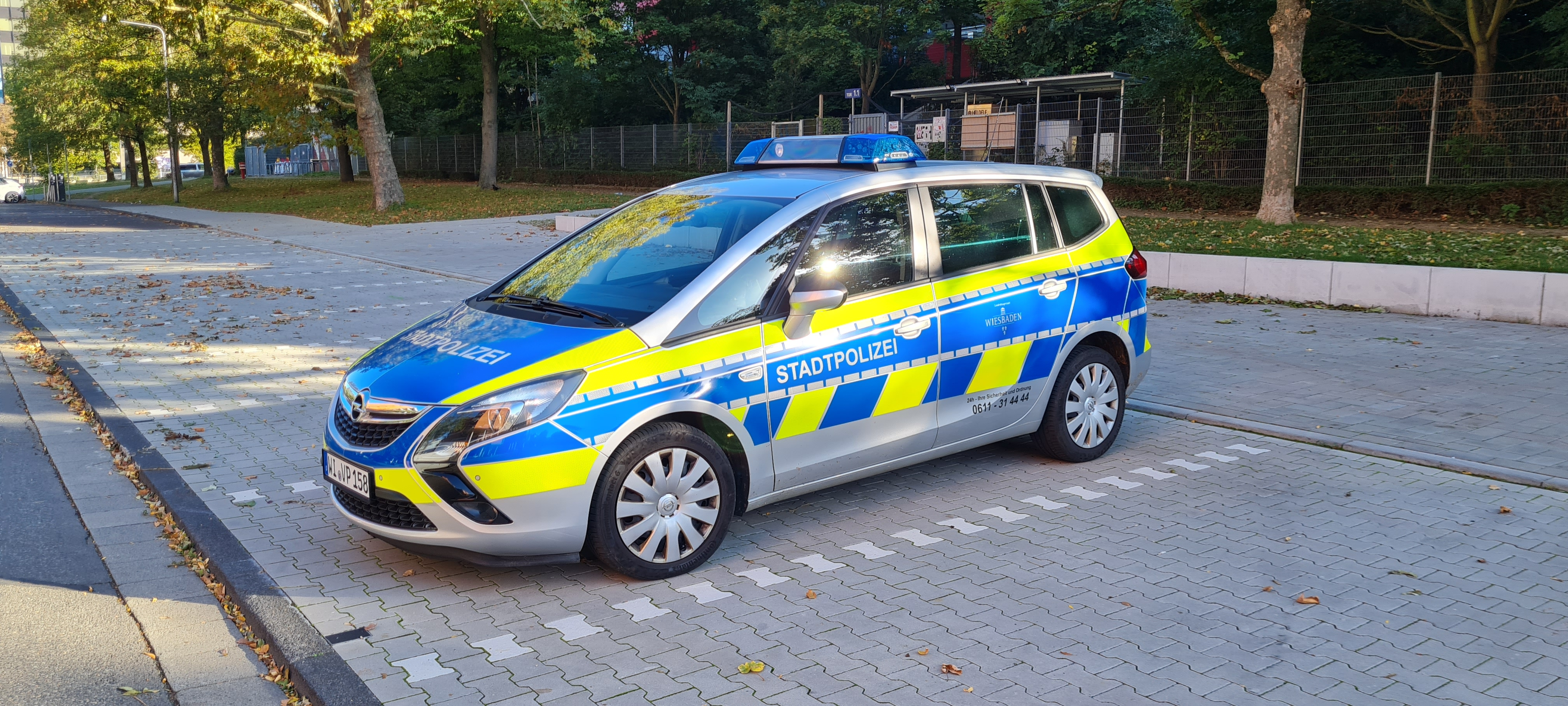
Dienstfahrzeug der Stadtpolizei Wiesbaden

Der bis Anfang 2024 bestehenden Stadtpolizei-Verkehr, die beim Amt für Straßenverkehr und Stadtpolizei angesiedelt war, oblag die Allgemeine Verkehrsüberwachung, das Feststellen von Verkehrsverstößen und anderen Ordnungswidrigkeiten im ruhenden und fließenden Verkehr, zum Beispiel Parkverstöße, Geschwindigkeitsverstöße, Rotlichtverstöße etc., die Zwangsentstempelung von Fahrzeugen, Abschleppmaßnahmen bei Verkehrsverstößen, das Entfernen nicht zugelassener Fahrzeuge aus dem öffentlichen Verkehrsraum, Verkehrsregelungen im öffentlichen Verkehrsraum, Feuerwehrkontrollfahrten, das Entgegennehmen von Hinweisen zu Störungen an Parkscheinautomaten und die Kontrolle der Auflagen bei Sondernutzung des öffentlichen Verkehrsraumes. Ihre Dienstfahrzeuge, die bisher die Aufschrift Verkehrspolizei trugen, wurden in Stadtpolizei umgestaltet.
Die Stadtpolizei-Gefahrenabwehr, nunmehr nur noch Stadtpolizei, wird in vielen Bereichen sowohl für andere städtische Dienststellen als auch selbstständig tätig. Sie leistet in diesem Zusammenhang Amtshilfe bei Angelegenheiten der Sondernutzung, der Gewerbe- und Gaststättenüberwachung, dem Gesetz zur Unterbringung psychisch kranker Personen, Bestimmungen des Jugendschutzes und auch des Tierschutzes. Die Zusammenführung von städtischen Außendiensten in die Stadtpolizei habe erhebliche Vorteile, insbesondere bei der Betreuung von Großveranstaltungen (zum Beispiel Fastnacht, Weinwoche, oder Sternschnuppenmarkt) und spontan eintretenden Einsatzlagen (zum Beispiel Sperrmaßnahmen bei Bombenentschärfungen). Es werden auch schwerpunktmäßig der Ausschank und Verkauf von Alkohol an Kinder und Jugendliche kontrolliert.

### Fulda, Gießen, Limburg an der Lahn, Marburg, Rüsselsheim am Main, Wetzlar

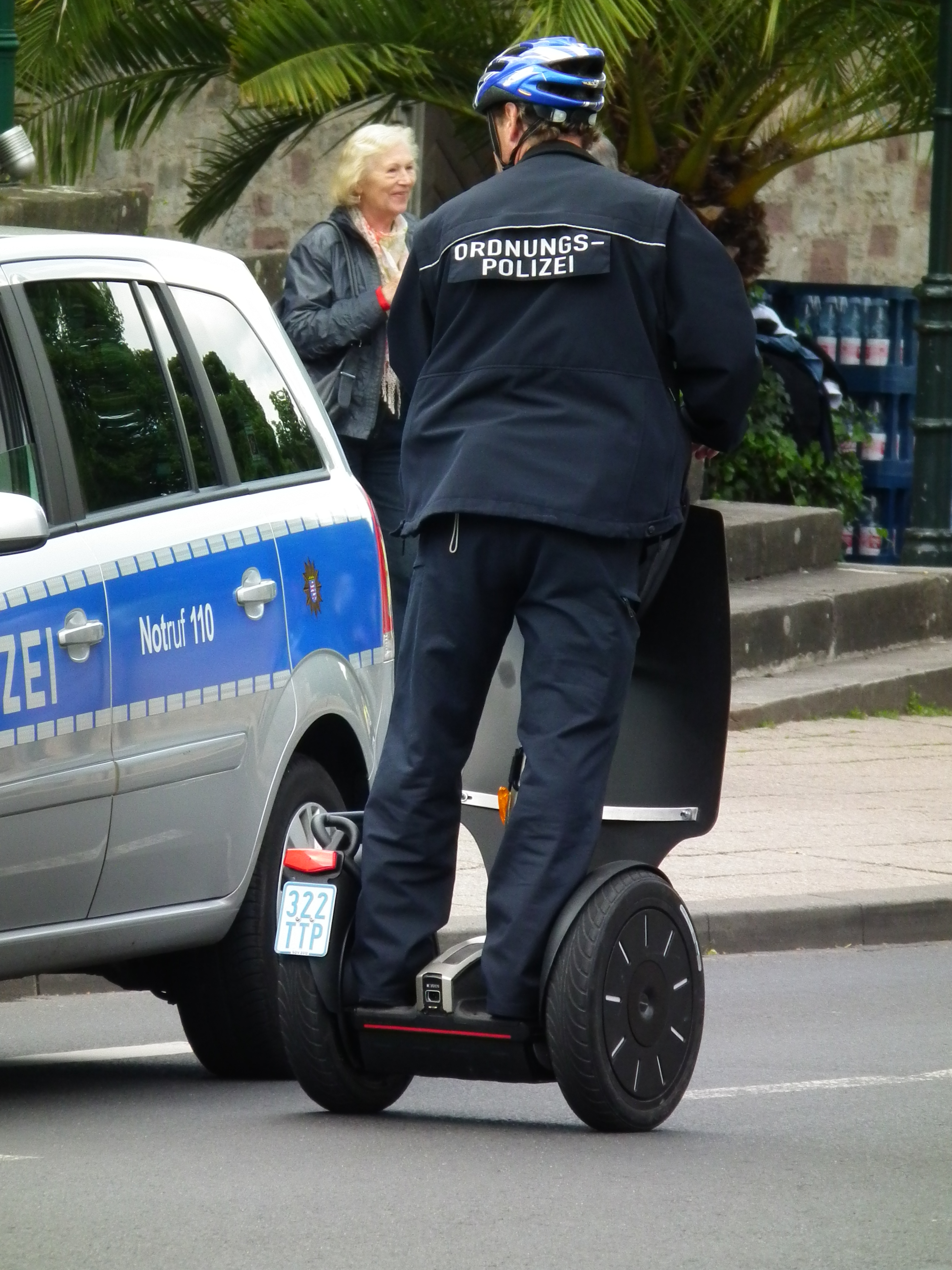
Beamter der damaligen Ordnungspolizei Fulda auf einem Segway (2012)

In Fulda und Gießen hat die Ordnungspolizei/Stadtpolizei vor allem im Verkehrsbereich Funktionen (Bußgeldverfahren bei Verkehrsordnungswidrigkeiten, Kfz-Ordnungswidrigkeiten, Verwarnungsgeldverfahren bei Verkehrsordnungswidrigkeiten). In Limburg übernimmt die Stadtpolizei die Überwachung des ruhenden und des fließenden Verkehrs sowie beispielsweise Aufenthaltsermittlungen, Zwangsentstempelungen von Fahrzeugen oder die zwangsweise Unterbringung von Personen nach dem Hessischen Gesetz über Hilfen bei psychischen Krankheiten. Bei Veranstaltungen wie dem Oktoberfest oder dem Christkindlmarkt sowie bei Demonstrationen sind die Hilfspolizeibeamten ebenfalls im Einsatz. Auch in Marburg ist der Wirkungsbereich breiter gefächert und geht über den Straßenverkehr hinaus. Rüsselsheim am Main weist seine Stadtpolizei als Vollzugsorgan der im Fachbereich Sicherheit und Ordnung angesiedelten Abteilungen, die mit gefahrenabwehrrechtlichen Aufgaben betraut sind, aus. Darunter fallen das Ausländerrecht, das Fischereirecht, das Gewerbe- und Gaststättenrecht, das Glücksspielrecht, das Immissionsschutzrecht, den Jugendschutz, Kampfhunde, das Ladenöffnungsrecht, das Melderecht, den Nichtraucherschutz, das Personenbeförderungsrecht, die verbotene Prostitution, das Straßenverkehrsrecht, das Straßenverkehrszulassungsrecht für Kraftfahrzeuge, das Versammlungsrecht, das Waffenrecht und das Wasserrecht. Wetzlar sieht in seiner Stadtpolizei das kommunale Vollzugsorgan für die gefahrenabwehrrechtlichen Aufgaben, die den städtischen Gefahrenabwehrbehörden (Verwaltungs- und Ordnungsbehörden) per Gesetz oder Verordnung übertragen worden sind.
Diese Formulierung verdeutlicht am besten, dass die Stadtpolizei sowohl Aufgaben des Magistrats als auch des Oberbürgermeisters in seiner Funktion als örtliche Ordnungsbehörde wahrnimmt. Letztere Funktion nimmt er innerkommunal in alleiniger Verantwortung wahr (§ 4 Abs. 2 Satz 4 HGO) und unterliegt dabei nicht der Rechenschafts- und Berichtspflicht gegenüber der Stadtverordnetenversammlung. Auch wenn andere Städte diesen Aspekt vielfach in ihrer Eigendarstellung nicht ansprechen, dürfte es dort nicht grundlegend anders sein.

## Uniformen – Ausrüstung
Derzeit gibt es keine einheitliche Uniform für Bedienstete der Ordnungspolizei oder auch Stadtpolizei. Auf Grund der kommunalen Selbstverwaltung kann jede Kommune frei entscheiden, wie ihr Außendienst in der Öffentlichkeit auftreten soll. Die Uniformen ähneln zuweilen denen der Landespolizei. Zu den passiven Schutzausrüstungsgegenständen gehören in aller Regel eine Schutzweste, Schnittschutzhandschuhe und Einsatzstiefel. Die Bediensteten können mit Pfefferspray, Handschellen und Schlagstock und Pfefferpistole Jet Protector JPX ausgerüstet sein. Die Behörden haben auch die Möglichkeit, ihre Mitarbeiter mit Schusswaffen auszurüsten. Hierfür ist jedoch der Bedürfnisnachweis sowie die Zustimmung des Regierungspräsidiums erforderlich. Bisher hat nur die Stadtpolizei Frankfurt am Main von dieser Möglichkeit Gebrauch gemacht.

## Belege
1. ↑  Kritisch hierzu Rumpf, Die Organisation der Gefahrenabwehrbehörden in Hessen, NVwZ 1990, 315 (322).
2. 1 2  Sommer in Möstl, Markus/Bäuerle, Michael, Polizei- und Ordnungsrecht Hessen, Kommentar, 2020, § 81 Rdnr. 3.
3. ↑  Hornmann, Hessisches Gesetz über die öffentliche Sicherheit und Ordnung (HSOG), Kommentar, 2. Auflage 2008, § 1 Rdnr. 23 und § 85 Rdnr. 2.
4. ↑  GVBl. I S. 444.
5. ↑  LT-Drs. 16/2359 zu Nr. 27 (S. 27).
6. ↑  Belegbeispiele im Kommunalbericht 2021 des Hessischen Rechnungshofs, LT-Drs. 20/6484, S. 240.
7. ↑  Vgl. zur Berechtigung der Blaulichtausrüstung die Kleine Anfrage von MdL Jörg-Uwe Hahn vom 3. April 2019 in LT-Drs. 20/466 zu Einsatzfahrzeugen der Ordnungspolizei in Hessen, abgerufen am 23. November 2023.
8. ↑  Schreiben des HMdIuS vom 16. Mai 2007, abgerufen bei FragDenStaat, Anfrage 484321, am 3. Dezember 2023.
9. ↑  LT-Drs. 16/4641, (PDF; 56 kB) vom 11. November 2005.
10. ↑  Daniell Bastian, Max-Planck-Institut für europäische Rechtsgeschichte, zitiert von MdL Zeimetz-Lorz, LT-Prot. 111/2006 vom 14. September 2006, (PDF; 662 kB), S. 7713.
11. ↑  MdL Hahn in LT-Prot. 111/2006 v. 14. September 2006, (PDF; 662 kB), S. 7715.
12. ↑  Broschüre Stadtpolizei – Für Sie im Herzen der Stadt, abgerufen am 24. November 2023.
13. ↑  Stadtpolizei Frankfurt am Main, abgerufen am 2. Dezember 2023.
14. ↑  Broschüre des Ordnungsamtes der Stadt Frankfurt am Main, Mit Sicherheit für Sie da!, abgerufen am 2. Dezember 2023.
15. ↑  Städtische Verkehrspolizei Frankfurt am Main, abgerufen am 15. Dezember 2023.
16. ↑  Aufgaben der Stadtpolizei Kassel, abgerufen am 2. Dezember 2023.
17. ↑  Kurzdarstellung der Stadtpolizei Offenbach am Main auf einfache Art: Die Stadtpolizei ist rund um die Uhr erreichbar, abgerufen am 2. Dezember 2023.
18. ↑  Aufgaben der Stadtpolizei-Verkehr Wiesbaden, abgerufen am 2. Dezember 2023.
19. ↑  Aufgaben der Stadtpolizei-Gefahrenabwehr Wiesbaden, abgerufen am 2. Dezember 2023.
20. ↑  Aufgaben der Stadtpolizei Fulda, abgerufen am 2. Dezember 2023.
21. ↑  Aufgaben der Ordnungspolizei Gießen, abgerufen am 2. Dezember 2023.
22. ↑  Aufgaben der Stadtpolizei Limburg an der Lahn, abgerufen am 2. Dezember 2023.
23. ↑  Aufgaben der Stadtpolizei Marburg, abgerufen am 2. Dezember 2023.
24. ↑  Aufgaben der Stadtpolizei Rüsselsheim am Main, abgerufen am 2. Dezember 2023.
25. ↑  Aufgaben der Stadtpolizei Wetzlar, abgerufen am 2. Dezember 2023.